# Fédération monténégrine d'athlétisme

Logo

La Fédération monténégrine d'athlétisme (en monténégrin Atletski savez Crne Gore, ASCG) est la dernière-née des fédérations d'athlétisme de l'Association européenne d'athlétisme, créée en 1948, et reconnue en 2006 par l'IAAF juste après l'indépendance du Monténégro. Elle siège à Podgorica. Son président est Milorad Vuletić.